# Dauwdief
Dauwdief (originele titel Dawnthief) is een fantasyboek van James Barclay. Het is het eerste boek van de trilogie De Kronieken van de Raven. Dauwdief is in 1999 gepubliceerd in Engeland en oktober 2005 vertaald in het Nederlands.
In Balaia wonen De Raven een groep zwaardvechters – bestaande uit zes mensen en een elf – die zich verhuren aan de hoogste bieder. Zij zijn al tien jaar een hechte groep die alleen trouw is aan zichzelf en aan hun code. De Xeteskiaanse tovenaar Denser komt op hun pad en huurt hen in als bescherming voor zijn geheime missie. Hierdoor raken zij betrokken bij de spannende zoektocht om de locatie van Dauwdief te achterhalen en de aard van Dauwdief te doorgronden.